# Arthur Hacker

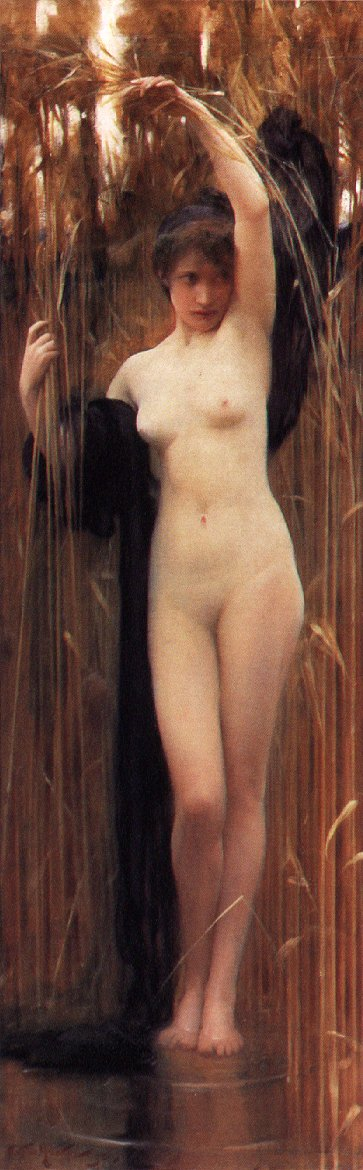
Synrix

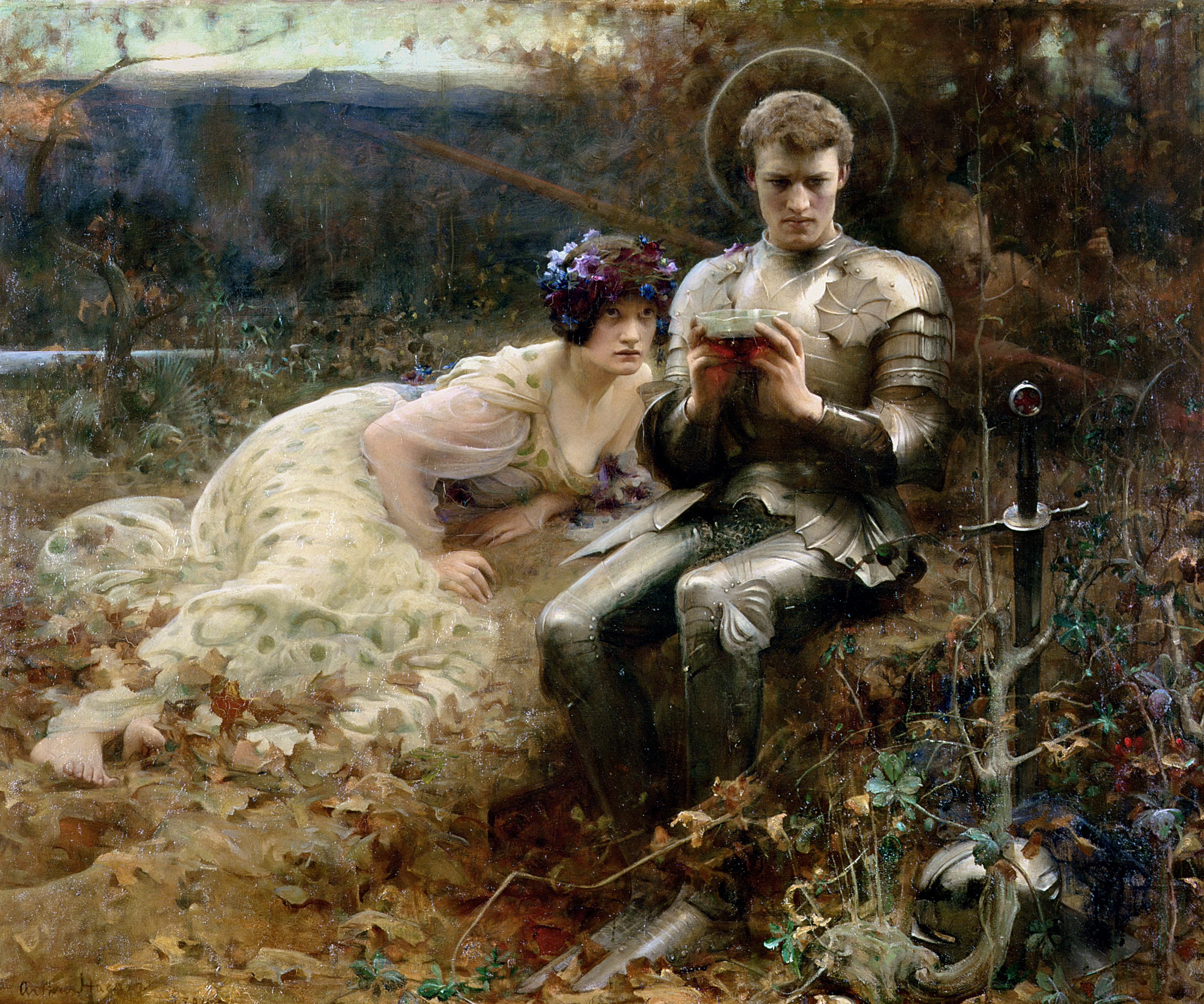
La tentación de Sir Percival (ó Parsifal)

Arthur Hacker (Londres, 25 de septiembre de 1858-Londres, 12 de noviembre de 1919), fue un pintor del academicismo inglés, destacado por sus retratos, escenas mitológicas y escenas de género.

## Trayectoria
Hijo del grabador e impresor Edward Hacker (1812-1905), estudió en la Royal Academy desde 1876, y, entre 1880 y 1881, con Léon Bonnat, en París, que influirá en sus obras iniciales. Viajó por varios países: España, Italia, Tánger y recorrió el norte de África. Lo que pudo ver en sus viajes, le permitió producir varias pinturas llenas de exotismo.

## Obra
A lo largo de su carrera, realizó cambios en su estilo. Hacia 1880, influenciado por Bonnat, pinta en el realismo; luego, a la manera del academicismo francés. Más adelante, incorpora características del prerrafaelismo, produciendo algunas de sus obras más conocidas. Pinta en el plenairismo y,finalmente, se dedica a los paisajes urbanos, pintando las calles de Londres; a los retratos, sobre todo, de las personas más cercanas a él, y vuelve a pintar escenas mitológicas. 
En 1910, fue elegido académico y exhibió dos veces en la Real Academia de Londres.
Está enterrado en el cementerio de Brookwood .